# Dãy núi Trường Sơn
Dãy núi Trường Sơn, hoặc gọi dãy núi Trung Kì (chữ Pháp: chaîne Annamitique, cordillère Annamitique), là dãy núi chủ yếu ở bán đảo Đông Dương, dài khoảng 1.100 kilômét, là đường phân thủy của sông Mê Kông và hệ thống sông ngòi đổ vào biển Đông, đi song song với bờ biển, về tổng thể hiện ra hình vòng cung thoai thoải theo hướng tây bắc - đông nam, cũng là dải núi dài phân chia ranh giới Việt Nam và Lào, chỗ này là rừng thường xanh ẩm, do đó có danh hiệu là "hành lang xanh", dãy Trường Sơn là nơi có cánh rừng nhiệt đới liền mạch lớn Châu Á. Cấu tạo địa chất phức tạp, đoạn phía bắc chủ yếu là đá vôi, sa thạch, đá hoa cương và đá gơnai tạo thành; đoạn phía nam có nếp uốn làm lộ ra nền đá aplit, ở một ít khu vực chúng nó bị dòng dung nham bazan che lấp, cao nguyên do dòng dung nham hình thành có cao nguyên Bolaven ở miền nam Lào, cao nguyên Kon Tum và cao nguyên Đà Lạt ở miền nam Việt Nam.

## Tổng quan
Trường Sơn từ sông Lam đến sông Vu Gia, địa thế cao chót vót, sát gần bờ biển, là bộ phận hẹp nhất của cả nước Việt Nam. Dốc phía tây thì địa thế bằng phẳng, có xu hướng nghiêng về thềm sông Mê Kông. Lúc chiến tranh Việt Nam, đường mòn Hồ Chí Minh nổi tiếng đi sát bên dãy núi Trường Sơn qua lại thông suốt miền trung và miền nam Việt Nam.
Dải Trường Sơn kéo dài từ thượng nguồn sông Cả trên đất Lào giáp Nghệ An tới tận cực nam Trung Bộ. Nó bao gồm toàn bộ các dãy núi nhỏ hơn ở Bắc Trung Bộ và các khối núi, cao nguyên Nam Trung Bộ, xếp thành hình cánh cung lớn mà mặt lồi quay ra Biển Đông.
Trường Sơn được chia thành Trường Sơn Bắc và Trường Sơn Nam, ngăn cách bởi đèo Hải Vân và núi Bạch Mã.

## Trường Sơn Bắc
Trường Sơn Bắc gồm nhiều dãy núi song song nhau theo hướng tây bắc - đông nam. Đầu đại Cổ sinh, nơi mà nay là Trường Sơn Bắc vốn chỉ là một địa máng giữa khối nâng Kon Tum và khối Đông Bắc. Vận động uốn nếp Hercynia (250 triệu đến 400 triệu năm trước) đã tạo ra nếp uốn Trường Sơn Bắc dính liền vào khối Kontum. Trải qua những giai đoạn bóc mòn và xâm thực khác nhau trong quá khứ, Trường Sơn Bắc trở thành dãy núi thấp và có một số bề mặt san bằng.
Dãy Trường Sơn Bắc bắt đầu từ phía nam sông Cả và kéo dài đến dãy Bạch Mã, gồm các dãy núi chạy song song và so le nhau theo hướng Tây Bắc - Đông Nam, càng về phía Nam dãy Trường Sơn càng sát bờ biển, có nhiều dãy núi đâm ngang thẳng ra biển như Hoành Sơn (giữa Hà Tĩnh và Quảng Bình), và Bạch Mã (giữa Thừa Thiên Huế và Quảng Nam). Sườn phía đông dốc, sườn phía tây thoai thoải.
Đoạn từ Vinh (Nghệ An) vào đến Đà Nẵng bề ngang đồng bằng chỉ từ 40 km đến 60 km, chỗ hẹp nhất Đồng Hới (Quảng Bình) chỉ khoảng 37 km. Độ cao trung bình của dãy Trường Sơn Bắc khoảng 2.000 m, thỉnh thoảng có những đỉnh cao trên 2.500 m. Các đỉnh núi cao nhất là: Phu/Pu Xai Lai Leng (biên giới Việt-Lào, Nghệ An) 2.711 m, Phu/Pu Ma (Nghệ An) 2.194 m, Phu/Pu Đen Đin (Nghệ An) 1.540 m, Rào Cỏ (biên giới Việt-Lào, Hà Tĩnh) 2.235 m, Động Ngài (Thừa Thiên Huế) 1.774 m, Bạch Mã (ranh giới Thừa Thiên Huế và Đà Nẵng) 1.444 m. Khối núi Kẻ Bàng ở tỉnh Quảng Bình cao tới 1.178 m, có động Phong Nha được công nhận là Di sản văn hóa thế giới. Các dãy núi con của Trường Sơn Bắc là: dãy Pu/Phu Lai Leng, dãy Giăng Màn, Bạch Mã.
Trường Sơn Bắc là nơi gặp gỡ của hai luồng thực vật di cư từ Himalaya xuống và từ Malaysia.Vì vậy, thảm thực vật rất phong phú. Động vật cũng theo hai luồng thực vật di cư và hội tụ ở Trường Sơn Bắc.

## Trường Sơn Nam
Trường Sơn Nam là hệ thống dãy núi và khối núi, gờ núi cao bao bọc phía Đông của Tây Nguyên, chạy dài từ khối núi Ngọc Linh đến mũi Dinh. Các dãy núi và khối núi chính thuộc Trường Sơn Nam là khối núi Ngọc Linh, dãy núi An Khê, Chư Đju, Tây Khánh Hòa, Chư Yang Sin. Sườn của các dãy núi và khối núi này đổ dốc xuống các đồng bằng duyên hải từ Quảng Nam đến Nha Trang. Phần địa hình cao từ Kontum trở vào là Khối nâng Kontum hay Tây Nguyên.
Các đỉnh núi cao trong dãy núi Trường Sơn Nam gồm: Ngọc Linh (2598 m) cao nhất Nam Trường Sơn và hơn mười ngọn khác cao trên 1200 m cùng thuộc khối núi Ngọc Linh, Ngọc Krinh (2025 m), Kon Ka Kinh (1761 m), Vọng Phu (2051 m), Chư Yang Sin (2405 m), Bon Non (1692 m), Chư Braian (1865 m), M'non Lanlen (1623 m), M'non Pantar (1644 m), và nhiều đỉnh khác.
Do địa hình phức tạp, nên chế độ nhiệt độ, mưa, thủy văn, đất và lớp phủ thực vật ở Nam Trường Sơn rất đa dạng
Đất nước tôi! Dẫy Trường Sơn ẩn bóng hoàng hôn
Đất miền Tây chờ sức người vươn, đất ơi!
- Bài hát Trên đỉnh Trường Sơn ta hát của Huy Du:

Trên đỉnh Trường Sơn ta hát bài ca
Đất nước chan hòa mênh mông rừng xanh chiến lũy điệp trùng
Đường Trường Sơn ta qua trái tim sao giục giã
Hành quân đi lớp lớp như dòng sông nước chảy dạt dào. 
- Bài hát Gặp nhau trên đỉnh trường Sơn của Hoàng Hà:

Muôn dặm Trường Sơn, ta lại chia tuyến đường đi đánh Mỹ,
Đi giải phóng quê nhà, tới chiến trường xa.
Mỗi bước tôi đi, lòng càng nhớ bao đồng chí.
Những người chiến sĩ yêu nước Lào. Gặp nhau trên đỉnh Trường Sơn
- Bài hát Bước chân trên dải Trường Sơn của Vũ Trọng Hối:

Ta vượt trên triền núi cao Trường Sơn
Đá mòn mà đôi gót không mòn
- Bài hát Hát giữa đại ngàn Trường Sơn của Quỳnh Hợp, phổ thơ Nguyễn Anh Nông.
- Trường ca Trường Sơn của Nguyễn Anh Nông (2009), Nhà xuất bản Văn học.
- Dự án Trường ca Trường Sơn của Phạm Duy, sau hai trường ca Con đường cái quan và mẹ Việt Nam: Con Ðường Cái Quan là chiều dài, Mẹ Việt Nam là chiều sâu, còn Trường Sơn sẽ là chiều cao. Tôi hy vọng còn đủ sức để có thể vượt qua khỏi trở lực cuối cùng trong đời mình ! . Sau những thành công của hai bản trường ca trước, trường ca Trường Sơn được nhiều người chờ đón. Tuy nhiên, do biến cố năm 1975, dự định này đã không thực hiện được cho đến khi ông qua đời.[3]